# 1 Spadochronowy Batalion Lekkiej Piechoty
1 Spadochronowy Batalion Lekkiej Piechoty (chor. 1 Padobranska Lovacka Bojna) – spadochronowy oddział wojskowy Niepodległego Państwa Chorwackiego podczas II wojny światowej.

## Historia
W styczniu 1942 r. została sformowana 120-osobowa 1 Spadochronowa Kompania Lekkiej Piechoty. Składała się z ochotników, którzy przeszli szkolenie wojskowe w szkole lotniczej w Petrovaradinie, a następnie na poligonie w Koprivnicy. Na czele oddziału stanął mjr Dragutin Dolanski. Stacjonował on w Koprivnicy. Samolotami, jakie dostali chorwaccy spadochroniarze, były 3-silnikowe transportowce Fokker F.VII. Ich wyposażenie składało się z karabinów ręcznych, pistoletów maszynowych, ręcznych karabinów maszynowych i lekkich moździerzy. 6 lipca 1943 r. na lotnisku Borongaj w Zagrzebiu 45 spadochroniarzy zademonstrowało skoki spadochronowe z 3 Fokkerów F.VII.
6 listopada tego roku trzy brygady partyzanckie wsparte przez artylerię górską zaatakowały garnizon Koprivnicy. Kompania spadochronowa broniła się wraz z innymi jednostkami przez 3 dni, po czym wycofała się na terytorium Węgier. Stamtąd powróciła do Chorwacji, a następnie wspólnie z oddziałami niemieckimi i chorwackimi zaatakowała partyzantów w rejonie Koprivnicy, walcząc do 29 listopada. Jej straty wyniosły ok. 20 żołnierzy zabitych i schwytanych przez partyzantów.
Na pocz. 1944 r. spadochroniarze zostali przeniesieni na lotnisko Borongaj do Zagrzebia. W czerwcu tego roku oddział rozrósł się do trzech kompanii, stąd przeorganizowano go w 1 Spadochronowy Batalion Lekkiej Piechoty. Jego zadaniem była lądowa obrona bazy lotniczej, a także uczestniczenie wybranych pododdziałów w uroczystościach i ceremoniach w Zagrzebiu.
Pod koniec stycznia 1945 r. spadochroniarzy wyposażono w mundury zimowe z kamuflażem. Na południe od Zagrzebia w rejonie Resnik-Obrovo rozpoczęli działania przeciwko coraz silniejszym siłom partyzanckim. Później walczyli wraz z Brygadą Zmotoryzowaną w składzie Grupy Bojowej „Schlacher” w okolicy Sisaka i Petrinji. Walki trwały do pocz. maja 1945 r., kiedy batalion przedostał się do południowej Austrii, poddając się Brytyjczykom 14 maja. Chorwaci zostali jednak  wkrótce przekazani jugosłowiańskim komunistom, którzy ich w większości wymordowali.

## Dowódcy
- mjr Dragutin Dolanski
- mjr Ljudevit Agić

## Skład organizacyjny
- 1 Spadochronowa Kompania Lekkiej Piechoty - d-ca sierż. Mirko Kudelić
- 2 Spadochronowa Kompania Lekkiej Piechoty - d-ca por. Ivan Catuk
- 3 Spadochronowa Kompania Lekkiej Piechoty
- 4 Spadochronowa Kompania Lekkiej Piechoty